# Statystyki Mistrzostw Europy w Curlingu 2006
Statystyki zawodników w poszczególnych meczach mistrzostw, w procentach.
- RR - Round Robin

## Kobiety
| Czechy             | Szkocja | Norwegia | Rosja | Szwecja | Szwajcaria | Niemcy | Włochy | Dania | Holandia | Średnia |
| ------------------ | ------- | -------- | ----- | ------- | ---------- | ------ | ------ | ----- | -------- | ------- |
|                    | RR      | RR       | RR    | RR      | RR         | RR     | RR     | RR    | RR       | -       |
| Hana Synackova     | 74      | 66       | 64    | 85      | 67         | 68     | 66     | 84    | 68       | 72      |
| Lenka Danielisova  | 75      | 59       | 49    | 70      | 64         | 61     | 80     | 65    | 69       | 66      |
| Lenka Kucerova     | 61      | 54       | 48    | -       | -          | 65     | 59     | 80    | 80       | 64      |
| Karolina Pilarova  | 70      | 84       | 84    | 68      | 79         | 79     | 88     | 53    | 75       | 75      |
| Michala Souhradova | -       | -        | -     | 68      | 75         | -      | -      | -     | -        | 71      |
| Czechy             | 70      | 66       | 61    | 73      | 71         | 68     | 73     | 70    | 73       | 69      |

| Dania              | Szwecja | Niemcy | Norwegia | Włochy | Rosja | Holandia | Szkocja | Czechy | Szwajcaria | Średnia |
| ------------------ | ------- | ------ | -------- | ------ | ----- | -------- | ------- | ------ | ---------- | ------- |
|                    | RR      | RR     | RR       | RR     | RR    | RR       | RR      | RR     | RR         | -       |
| Madeleine Dupont   | 64      | 75     | 95       | 78     | 40    | 68       | 76      | 69     | 71         | 70      |
| Camilla Jensen     | 61      | 85     | 66       | 78     | 68    | 65       | 68      | 70     | 68         | 69      |
| Denise Dupont      | 60      | 83     | 73       | 80     | 68    | 74       | 72      | 73     | 79         | 73      |
| Angelina Jensen    | 61      | 83     | 82       | 78     | 69    | 74       | 67      | 80     | 82         | 75      |
| Charlotte Hedegård | -       | -      | -        | -      | -     | -        | -       | -      | -          | -       |
| Dania              | 61      | 82     | 79       | 78     | 61    | 70       | 71      | 73     | 75         | 72      |

| Holandia                | Norwegia | Włochy | Szkocja | Rosja | Szwecja | Dania | Niemcy | Szwajcaria | Czechy | Średnia |
| ----------------------- | -------- | ------ | ------- | ----- | ------- | ----- | ------ | ---------- | ------ | ------- |
|                         | RR       | RR     | RR      | RR    | RR      | RR    | RR     | RR         | RR     | -       |
| Shari Leibbrandt-Demmon | 60       | 74     | 64      | 58    | 58      | 44    | 48     | 56         | 50     | 57      |
| Margerirtha Voskuilen   | 72       | 73     | 76      | 44    | 60      | 39    | 55     | 58         | 63     | 61      |
| Idske de Jong           | 49       | 66     | 51      | -     | 67      | 73    | -      | 61         | 55     | 60      |
| Marlijn Muller          | 44       | 59     | 49      | 58    | 58      | -     | 58     | 76         | 63     | 59      |
| Esther Romijn           | -        | -      | -       | 48    | -       | 48    | 33     | -          | -      | 43      |
| Holandia                | 56       | 68     | 60      | 52    | 61      | 51    | 48     | 63         | 58     | 58      |

| Niemcy           | Włochy | Dania | Szwecja | Szwajcaria | Norwegia | Czechy | Holandia | Rosja | Szkocja | Szkocja | Średnia |
| ---------------- | ------ | ----- | ------- | ---------- | -------- | ------ | -------- | ----- | ------- | ------- | ------- |
|                  | RR     | RR    | RR      | RR         | RR       | RR     | RR       | RR    | RR      | TB      | -       |
| Andrea Schöpp    | 85     | 29    | 79      | 58         | 79       | 78     | 78       | 59    | 71      | 81      | 70      |
| Monika Wagner    | 80     | 50    | 75      | 75         | 77       | 70     | 92       | 69    | 59      | 80      | 73      |
| Anna Hartelt     | 73     | 69    | 86      | 70         | 63       | 68     | 84       | 66    | 56      | 83      | 72      |
| Marie Rotter     | 69     | 54    | 74      | 83         | 85       | 79     | 73       | 75    | 78      | 89      | 76      |
| Tina Tichatschke | -      | -     | -       | -          | -        | -      | -        | -     | -       | -       | -       |
| Niemcy           | 76     | 51    | 78      | 72         | 76       | 73     | 82       | 67    | 66      | 83      | 72      |

| Norwegia          | Holandia | Czechy | Dania | Szkocja | Niemcy | Szwecja | Szwajcaria | Włochy | Rosja | Średnia |
| ----------------- | -------- | ------ | ----- | ------- | ------ | ------- | ---------- | ------ | ----- | ------- |
|                   | RR       | RR     | RR    | RR      | RR     | RR      | RR         | RR     | RR    | -       |
| Dordi Nordby      | 78       | 67     | 61    | 79      | 38     | 51      | 75         | 76     | 71    | 68      |
| Marianne Rørvik   | 90       | 78     | 86    | 81      | 69     | 68      | 86         | 70     | 71    | 78      |
| Camilla Holth     | 72       | 65     | 70    | 69      | 79     | -       | 83         | 81     | 84    | 70      |
| Charlotte Hovring | 77       | 82     | 70    | 73      | 56     | 71      | -          | -      | -     | 78      |
| Kristin Skaslien  | -        | -      | -     | -       | -      | 61      | 80         | 65     | 66    | 68      |
| Norwegia          | 79       | 73     | 72    | 75      | 60     | 63      | 81         | 73     | 73    | 73      |

| Rosja              | Szwajcaria | Szkocja | Czechy | Holandia | Dania | Włochy | Szwecja | Niemcy | Norwegia | Włochy | Szwajcaria | Włochy | Średnia |
| ------------------ | ---------- | ------- | ------ | -------- | ----- | ------ | ------- | ------ | -------- | ------ | ---------- | ------ | ------- |
|                    | RR         | RR      | RR     | RR       | RR    | RR     | RR      | RR     | RR       | PO     | PF         | F      | -       |
| Ludmiła Priwiwkowa | 82         | 91      | 84     | 75       | 58    | 76     | 67      | 71     | 78       | 51     | 77         | 78     | 75      |
| Olga Żarkowa       | 85         | 75      | 79     | 85       | 76    | 70     | 91      | 71     | 68       | 66     | 81         | 75     | 77      |
| Nkeirouka Ezekh    | 88         | 80      | 66     | 92       | 68    | 85     | 79      | 68     | -        | 76     | 67         | 70     | 76      |
| Jekaterina Gałkina | 81         | 84      | 88     | 95       | 85    | 80     | 81      | 68     | 61       | 86     | 81         | 71     | 80      |
| Margarita Fomina   | -          | -       | -      | -        | -     | -      | -       | -      | 64       | -      | -          | -      | 64      |
| Rosja              | 84         | 82      | 79     | 87       | 72    | 78     | 80      | 69     | 68       | 70     | 76         | 73     | 76      |

| Szkocja      | Czechy | Rosja | Holandia | Norwegia | Włochy | Szwajcaria | Dania | Szwecja | Niemcy | Szwecja | Niemcy | Szwajcaria | Średnia |
| ------------ | ------ | ----- | -------- | -------- | ------ | ---------- | ----- | ------- | ------ | ------- | ------ | ---------- | ------- |
|              | RR     | RR    | RR       | RR       | RR     | RR         | RR    | RR      | RR     | TB      | TB     | PO         | -       |
| Rhona Martin | 88     | 73    | 79       | 79       | 82     | 76         | 51    | 74      | 73     | 76      | 82     | 64         | 75      |
| Debbie Knox  | 86     | 72    | 83       | 80       | 81     | 86         | 49    | 84      | 75     | 85      | 98     | 73         | 79      |
| Claire Milne | 79     | 70    | -        | -        | 84     | 75         | 56    | 70      | 84     | 80      | 71     | 50         | 72      |
| Lynn Cameron | 84     | 73    | 89       | 81       | 84     | 93         | 74    | 88      | 75     | 86      | 91     | 79         | 83      |
| Jacqui Byers | -      | -     | 65       | 66       | -      | -          | -     | 79      | -      | -       | -      | -          | 70      |
| Szkocja      | 84     | 72    | 79       | 76       | 83     | 83         | 57    | 79      | 77     | 82      | 85     | 66         | 77      |

| Szwajcaria      | Rosja | Szwecja | Włochy | Niemcy | Czechy | Szkocja | Norwegia | Holandia | Holandia | Szkocja | Rosja | Średnia |
| --------------- | ----- | ------- | ------ | ------ | ------ | ------- | -------- | -------- | -------- | ------- | ----- | ------- |
|                 | RR    | RR      | RR     | RR     | RR     | RR      | RR       | RR       | RR       | PO      | PF    | -       |
| Mirjam Ott      | 66    | 47      | 82     | 66     | 89     | 84      | 78       | 76       | 69       | 87      | 85    | 75      |
| Binia Beeli     | 94    | 70      | 78     | 70     | 84     | 81      | 86       | 69       | 75       | 84      | 85    | 80      |
| Valeria Spälty  | 76    | 80      | 74     | 83     | 91     | 73      | 91       | 81       | 90       | 78      | 78    | 81      |
| Janine Greiner  | 80    | 80      | 73     | -      | -      | -       | -        | -        | -        | -       | 75    | 77      |
| Manuela Kormann | -     | -       | -      | 62     | 86     | 80      | 68       | 83       | 76       | 75      | -     | 75      |
| Szwajcaria      | 79    | 69      | 76     | 70     | 88     | 79      | 81       | 77       | 78       | 81      | 81    | 78      |

| Szwecja           | Dania | Szwajcaria | Niemcy | Czechy | Holandia | Norwegia | Rosja | Szkocja | Włochy | Szkocja | Średnia |
| ----------------- | ----- | ---------- | ------ | ------ | -------- | -------- | ----- | ------- | ------ | ------- | ------- |
|                   | RR    | RR         | RR     | RR     | RR       | RR       | RR    | RR      | RR     | TB      | -       |
| Camilla Johansson | 72    | 76         | 72     | 78     | 81       | 63       | 59    | 96      | 73     | 75      | 74      |
| Katarina Nyberg   | 72    | 70         | 83     | 78     | 81       | 81       | 63    | 91      | 70     | 70      | 76      |
| Mio Hasselborg    | 63    | 68         | 85     | 69     | 89       | 75       | 74    | 89      | 73     | 66      | 75      |
| Elisabeth Persson | 75    | 63         | -      | 91     | 69       | 71       | 65    | 80      | 80     | 89      | 76      |
| Linda Ohlson      | -     | -          | 66     | -      | -        | -        | -     | -       | -      | -       | 66      |
| Szwecja           | 70    | 70         | 77     | 79     | 80       | 72       | 65    | 89      | 74     | 75      | 75      |

| Włochy            | Niemcy | Holandia | Szwajcaria | Dania | Szkocja | Rosja | Czechy | Norwegia | Szwecja | Rosja | Rosja | Średnia |
| ----------------- | ------ | -------- | ---------- | ----- | ------- | ----- | ------ | -------- | ------- | ----- | ----- | ------- |
|                   | RR     | RR       | RR         | RR    | RR      | RR    | RR     | RR       | RR      | PO    | F     | -       |
| Diana Gaspari     | 66     | 78       | 86         | 83    | 76      | 70    | 76     | 81       | 92      | 72    | 53    | 76      |
| Giulia Lacedelli  | 61     | 79       | 85         | 70    | 71      | 78    | 83     | 78       | 88      | 86    | 70    | 77      |
| Elettra de Col    | 76     | 78       | -          | -     | -       | -     | -      | -        | -       | -     | -     | 77      |
| Violetta Caldart  | 68     | 76       | 70         | 84    | 69      | 66    | 83     | 76       | 83      | 69    | 84    | 75      |
| Giorgia Apollonio | -      | -        | 65         | 68    | 73      | 83    | 81     | 64       | 67      | 66    | 76    | 71      |
| Włochy            | 68     | 78       | 76         | 76    | 72      | 74    | 81     | 75       | 82      | 73    | 71    | 75      |

## Mężczyźni
| Dania             |    | Francja | Finlandia | Szwajcaria | Norwegia | Niemcy | Szkocja | Szwecja | Walia | Francja | Średnia |
| ----------------- | -- | ------- | --------- | ---------- | -------- | ------ | ------- | ------- | ----- | ------- | ------- |
|                   | RR | RR      | RR        | RR         | RR       | RR     | RR      | RR      | RR    | TB      | -       |
| Johny Frederiksen | 66 | 67      | 56        | 77         | 69       | 72     | 86      | 65      | 70    | 73      |         |
| Lars Vilandt      | 80 | 67      | 50        | 69         | 66       | 76     | 68      | 66      | 69    | 78      |         |
| Bo Jensen         | 71 | 80      | 71        | 81         | 61       | 61     | 79      | 64      | 69    | 68      |         |
| Kenneth Hertsdahl | 79 | 67      | 83        | 81         | 84       | 79     | 63      | 88      | 74    | 80      |         |
| Ivan Frederiksen  | -  | -       | -         | -          | -        | -      | -       | -       | -     | -       |         |
| Dania             | 74 | 70      | 65        | 77         | 70       | 72     | 74      | 71      | 70    | 74      |         |

| Finlandia             | Niemcy | Norwegia | Dania | Szwecja | Walia |    | Szwajcaria | Francja | Szkocja | Norwegia | Średnia |
| --------------------- | ------ | -------- | ----- | ------- | ----- | -- | ---------- | ------- | ------- | -------- | ------- |
|                       | RR     | RR       | RR    | RR      | RR    | RR | RR         | RR      | RR      | TB       | -       |
| Marku Uusipaavalniemi | 81     | 60       | 81    | 78      | 65    | 85 | 79         | 75      | 80      | 82       |         |
| Kalle Kiiskinen       | 91     | 63       | 81    | 71      | 84    | 83 | 79         | 63      | 90      | 64       |         |
| Jani Sullanmaa        | 73     | 86       | 83    | 79      | 90    | 89 | 71         | 79      | 83      | 74       |         |
| Teemu Salo            | 78     | 76       | 79    | 85      | 78    | 87 | 85         | 83      | 85      | 82       |         |
| Jari Rouvinen         | -      | -        | -     | -       | -     | -  | -          | -       | -       | -        |         |
| Finlandia             | 81     | 71       | 81    | 78      | 79    | 86 | 79         | 75      | 85      | 75       |         |

| Francja          | Szwajcaria | Dania | Walia | Niemcy | Szkocja | Norwegia | Szwecja | Finlandia |    |    | Dania | Średnia |
| ---------------- | ---------- | ----- | ----- | ------ | ------- | -------- | ------- | --------- | -- | -- | ----- | ------- |
|                  | RR         | RR    | RR    | RR     | RR      | RR       | RR      | RR        | RR | TB | TB    | -       |
| Thomas Dufour    | 72         | 67    | 70    | 62     | 63      | 58       | 58      | 83        | 77 | 78 | 83    |         |
| Tony Angiboust   | 63         | 70    | 73    | 74     | 57      | 73       | 67      | 79        | 79 | 59 | 75    |         |
| Jan Henri Ducroz | 65         | 58    | 78    | 65     | -       | 66       | 69      | 85        | 75 | 60 | 75    |         |
| Raphael Mathieu  | 69         | 90    | 72    | 84     | 61      | -        | -       | -         | -  | -  | -     |         |
| Richard Ducroz   | -          | -     | -     | -      | 80      | 77       | 77      | 75        | 54 | 74 | 79    |         |
| Francja          | 67         | 71    | 73    | 71     | 65      | 68       | 68      | 81        | 72 | 67 | 78    |         |

|                     | Dania | Szwecja | Szwajcaria | Walia | Niemcy | Finlandia | Norwegia | Szkocja | Francja | Francja | Średnia |
| ------------------- | ----- | ------- | ---------- | ----- | ------ | --------- | -------- | ------- | ------- | ------- | ------- |
|                     | RR    | RR      | RR         | RR    | RR     | RR        | RR       | RR      | RR      | TB      | -       |
| Robin Gray          | 75    | 75      | 69         | 74    | 70     | 74        | 73       | 56      | 54      | 71      |         |
| John Kenny          | 73    | 60      | 83         | 77    | 70     | 74        | 78       | 73      | 55      | 69      |         |
| Neil Fyfe           | 88    | 63      | 74         | 64    | 66     | 82        | 63       | 67      | 64      | 71      |         |
| Peter Wilson Junior | 76    | 76      | 81         | 61    | 85     | 83        | 58       | -       | 79      | 73      |         |
| Tony Tierney        | -     | -       | -          | -     | -      | -         | -        | 88      | -       | -       |         |
| Irlandia            | 78    | 68      | 77         | 69    | 73     | 78        | 68       | 71      | 63      | 71      |         |

| Niemcy            | Finlandia | Szkocja | Norwegia | Francja |    | Dania | Walia | Szwajcaria | Szwecja | Szwecja | Średnia |
| ----------------- | --------- | ------- | -------- | ------- | -- | ----- | ----- | ---------- | ------- | ------- | ------- |
|                   | RR        | RR      | RR       | RR      | RR | RR    | RR    | RR         | RR      | TB      | -       |
| Sebastian Stock   | 85        | 57      | 86       | 79      | 78 | 78    | 66    | 94         | 87      | 80      |         |
| Daniel Herberg    | 83        | 63      | 80       | 93      | 83 | 81    | 78    | 74         | 80      | 84      |         |
| Markus Messenzehl | 80        | 79      | 74       | 78      | 83 | 90    | 76    | 78         | 73      | 84      |         |
| Patrick Hoffmann  | 79        | 79      | 74       | 68      | 73 | 51    | 78    | 78         | 83      | 89      |         |
| Bernhard Mayr     | -         | -       | -        | -       | -  | -     | -     | -          | -       | -       | -       |
| Niemcy            | 82        | 69      | 76       | 80      | 79 | 75    | 74    | 81         | 80      | 84      |         |

| Norwegia       | Szwecja | Finlandia | Niemcy | Szkocja | Dania | Francja |    | Walia | Szwajcaria | Finlandia | Szwecja | Średnia |
| -------------- | ------- | --------- | ------ | ------- | ----- | ------- | -- | ----- | ---------- | --------- | ------- | ------- |
|                | RR      | RR        | RR     | RR      | RR    | RR      | RR | RR    | RR         | TB        | TB      | -       |
| Thomas Ulsrud  | 63      | 78        | 92     | 75      | 95    | 78      | 70 | 83    | 65         | 85        | 75      |         |
| Torger Nergård | 69      | 65        | 81     | 88      | 91    | 84      | 78 | 85    | 79         | 93        | 80      |         |
| Thomas Due     | 69      | 83        | 75     | 80      | 81    | 84      | 73 | 73    | 83         | 91        | 85      |         |
| Jan Thoresen   | 78      | 82        | 71     | 79      | 66    | 86      | 90 | 81    | 94         | 78        | 93      |         |
| Petter Moe     | -       | -         | -      | -       | -     | -       | -  | -     | -          | -         | -       | -       |
| Norwegia       | 70      | 77        | 80     | 80      | 83    | 83      | 78 | 80    | 81         | 87        | 83      |         |

| Szkocja        | Walia | Niemcy | Szwecja | Norwegia | Francja | Szwajcaria | Dania |    | Finlandia | Szwajcaria | Szwecja | Szwajcaria | Średnia |
| -------------- | ----- | ------ | ------- | -------- | ------- | ---------- | ----- | -- | --------- | ---------- | ------- | ---------- | ------- |
|                | RR    | RR     | RR      | RR       | RR      | RR         | RR    | RR | RR        | PO         | PF      | F          | -       |
| David Murdoch  | 88    | 85     | 79      | 79       | 82      | 85         | 73    | 96 | 73        | 78         | 90      | 86         |         |
| Ewan MacDonald | 86    | 79     | 89      | 83       | 82      | 92         | 73    | 81 | 79        | 85         | 83      | 83         |         |
| Peter Smith    | 84    | 82     | 89      | 86       | 80      | 80         | 78    | 92 | 73        | 70         | 90      | 89         |         |
| Euan Byers     | 78    | 82     | 86      | 74       | 84      | 83         | 76    | 96 | 94        | 89         | 80      | 90         |         |
| David Hay      | -     | -      | -       | -        | -       | -          | -     | -  | -         | -          | -       | -          | -       |
| Szkocja        | 84    | 82     | 86      | 80       | 82      | 85         | 75    | 91 | 80        | 80         | 86      | 87         |         |

| Szwajcaria        | Francja | Walia |     | Dania | Szwecja | Szkocja | Finlandia | Niemcy | Norwegia | Szkocja | Szkocja | Średnia |
| ----------------- | ------- | ----- | --- | ----- | ------- | ------- | --------- | ------ | -------- | ------- | ------- | ------- |
|                   | RR      | RR    | RR  | RR    | RR      | RR      | RR        | RR     | RR       | PO      | F       | -       |
| Andreas Schwaller | 76      | 88    | 83  | 86    | 89      | 56      | 96        | 78     | 92       | 78      | 85      |         |
| Ralph Stöckli     | 81      | 81    | 100 | 84    | 85      | 83      | 89        | 75     | 88       | 83      | 73      |         |
| Thomas Lips       | 84      | 78    | 85  | 84    | 78      | 70      | 78        | 71     | 89       | 86      | 75      |         |
| Damian Grichting  | 75      | 80    | 68  | 86    | 79      | 100     | 81        | 80     | 84       | 94      | 88      |         |
| Raphael Bruetsch  | -       | -     | -   | -     | -       | -       | -         | -      | -        | -       | -       | -       |
| Szwajcaria        | 79      | 82    | 84  | 85    | 83      | 77      | 86        | 76     | 88       | 85      | 80      |         |

| Szwecja           | Norwegia |    | Szkocja | Finlandia | Szwajcaria | Walia | Francja | Dania | Niemcy | Norwegia | Niemcy | Szkocja | Średnia |
| ----------------- | -------- | -- | ------- | --------- | ---------- | ----- | ------- | ----- | ------ | -------- | ------ | ------- | ------- |
|                   | RR       | RR | RR      | RR        | RR         | RR    | RR      | RR    | RR     | TB       | PO     | PF      | -       |
| Per Carlsen       | 83       | 67 | 75      | 87        | 76         | 79    | 94      | 78    | 69     | 69       | 84     | 84      |         |
| Mikael Norberg    | 74       | 60 | 66      | 91        | 78         | 78    | 92      | 93    | 80     | 86       | 79     | 66      |         |
| Rickard Hallström | 86       | 78 | 81      | 85        | 90         | 85    | 96      | 89    | 90     | 84       | 80     | 85      |         |
| Fredrik Hallström | 55       | 74 | 79      | 79        | 81         | 87    | 73      | 86    | 83     | 81       | 81     | 86      |         |
| Nils Carlsen      | -        | -  | -       | -         | -          | -     | -       | -     | -      | -        | -      | -       | -       |
| Szwecja           | 74       | 70 | 75      | 85        | 81         | 82    | 89      | 86    | 80     | 80       | 81     | 80      |         |

| Walia          | Szkocja | Szwajcaria | Francja |    | Finlandia | Szwecja | Niemcy | Norwegia | Dania | Średnia |
| -------------- | ------- | ---------- | ------- | -- | --------- | ------- | ------ | -------- | ----- | ------- |
|                | RR      | RR         | RR      | RR | RR        | RR      | RR     | RR       | RR    | -       |
| Adrian Meikle  | 68      | 72         | 64      | 68 | 62        | 57      | 78     | 81       | 69    |         |
| Jamie Meikle   | 80      | 61         | 68      | 81 | 73        | 50      | 73     | 59       | 58    |         |
| Stuart Hills   | 53      | 38         | 65      | 76 | 66        | 68      | 71     | 74       | 66    |         |
| Andrew Tanner  | 59      | -          | 63      | -  | -         | 72      | -      | -        | 60    |         |
| Colin Morrison | -       | 80         | -       | 82 | 68        | -       | 79     | 70       | -     |         |
| Walia          | 65      | 63         | 65      | 77 | 67        | 62      | 75     | 71       | 63    |         |